# سيمون إينغيرسول
سيمون إينغيرسول (بالإنجليزية: Simon Ingersoll)‏ هو شخصية أعمال ومخترِع أمريكي، ولد في 3 مارس 1818، وتوفي في 24 يوليو 1894.